# Hlinka-gárda

A Hlinka-gárda zászlaja

A szervezet jelképe

A Hlinka-gárda Andrej Hlinka Szlovák Néppártjának félkatonai fegyveres szervezete volt 1938 és 1945 között. Hivatalos lapja a Gardista volt.

## Története
A Hlinka-gárdát 1938 júniusában alapították illegálisan, majd 1938 októberében legalizálták. Szlovákia önállóságának kihirdetése (1939. március 14.) után tagjai részt vettek a szlovák fasiszta rendszer ellenfelei, a kommunisták, a csehek és a magyarok üldözésében, valamint a zsidók deportálásában, a második világháború idején Lengyelország és a Szovjetunió elleni háborúban, 1944 őszén pedig a szlovák nemzeti felkelés felszámolásában.
A Hlinka-gárda fővezére 1938-tól Karol Sidor (Hlinka életrajzírója és a Slovák című lap főszerkesztője), 1939-től Alexander Mach, 1944-től pedig Otomar Kubala, legfőbb vezetője Jozef Tiso pártelnök volt. 1945-ben feloszlatták, vezetőit (fővezéreit) háborús és népellenes bűnökért népbíróság elé állították és kivégezték.